# ART DEMUR
ÁRT DEMÚR (А́рт Дему́р; справжнє ім'я: Артéм Пáвлович Мýрач; нар. 26 травня 1991, Київ, Україна) — український співак, композитор, автор пісень, телевізійний репортер та гуманітарний працівник. Учасник телевізійного шоу «Голос країни» на каналі «1+1» та бек-вокаліст команди Австрії на пісенному конкурсі «Євробачення» 2017.

## Життєпис

### Ранні роки
Артем Павлович Мурач народився 26 травня 1991 року у місті Києві в сім'ї інженерів. Почав займатися фортепіано у 10 років, співати — у старшій школі, щойно виповнилося 15. У 16 років почав писати інструментальні композиції до фортепіано, а також власні пісні.

### Голос країни
У квітні 2014 року під час навчання у Великій Британії пройшов відбірковий етап на англійський конкурс The Voice («Голос»), але мав відмовитися від участі через те, що закінчувалася студентська віза.
Весною 2015 року взяв участь в українській телеверсії шоу «The Voice» — проекті «Голос країни» на каналі «1+1». На етапі сліпих прослуховуваннь виконав пісню «Три хвилини» гурту Друга Ріка.
Отримавши «так» від наставниці Тіни Кароль, яка назвала його «ретро героєм сезону», продовжив участь і на етапі батлів виконав пісню Гайтани та гурту СКАЙ «Не йди» разом з Катериною Іванчук. Виступ був названий одним з найромантичніших. Після етапу двобоїв Арт покинув шоу і повернувся до навчання в Англії.

### Євробачення
Весною 2017 року взяв участь у 62-му конкурсі Євробачення (Eurovision Song Contest), який проходив у Києві. Зокрема як статист під час технічних ретепицій виконував пісню «Hey Mamma» гурту Sunstroke Project та композицію «Amar Pelos Dois», із якою португальський співак Salvador Sobral згодом переміг на конкурсі. 

Потім — як бек-вокаліст команди-учасниці «Євробачення» від Австрії, яку представляв австрійський співак Натан Трент із піснею «Running On Air». Разом із командою виступив 11 травня 2017 року у другому півфіналі конкурсу та 13 травня 2017 року у фіналі Євробачення.
У грудні 2021 року оргкомітет національного відбору у Сан-Марино затвердив Артема Мурача як учасника відбіркового конкурсу на Євробачення-2022 від цієї країни і запросив для виступу перед журі. Мурач став єдиним українцем серед півсотні молодих музикантів з усього світу, який отримав таке запрошення. 5 січня 2022 року Артем представив у Сан-Марино свою пісню Season boy, але оргкомітет ухвалив кулуарне рішення припинити його подальшу участь у відборі через побоювання негативної реакції Росії на залучення до конкурсу музиканта з України.

### Композитор
З 2015 пише музику та тексти і співрацює з популярними українськими виконавцями, серед яких Ганна Завальська (гурт «Алібі»), Кульшенка (екс Panivalkova) та інші.
У 2018 році написав музику (пісні та інструментальні композиції) для мюзиклу «Спадкоємець» за мотивами класичного анімаційного фільму «Король Лев» випущеного студією Disney. Мюзикл готується по постанови.

### Телебачення
У 2018 році проходив стажування в американському кореспондентському бюро телеканалу «Інтер» у м. Вашингтон, Сполучені штати Америки, за підсумками якого підготував дебютні сюжети для новин.
2019 року в США під час кампанії з виборів Президента України, коментував хід голосування у Вашингтоні для українського телеканалу «Прямий».
В 2023 також був ведучим музичного новинного шоу «Dorechi News» від музичного порталу МУЗВАР, де висвітлював актуальні події українського музичного простору та новини шоу-бізнесу.

### Творчість
Восени 2014 року випустив дебютний сингл «No More» — романтичну поп-баладу англійською мовою, написавши для неї слова і музику.
Весною 2015 вийшов кліп на однойменну пісню у співпраці з Campfire Film. У червні 2019 року випустив перший сингл українською мовою — «Про Нас». Пісня відвертно розповідає про почуття, які завершились. Сингл у перші ж дні після релізу увійшов до топ-10 української версії iTunes.
У листопаді 2019 року презентував кліп на пісню «Про Нас», знятий у мальовничих куточках Карпатських гір. Відеоробота була схвально сприйнята пресою, «Новий канал» включив її до топ-5 нових кліпів українських артистів.
У травні 2020 року випустив літній диско фіт «Take Me Up» разом з 5 Reasons. У кліпі на цю пісню, відзнятому на Чорноморську узбережжі України, головну роль зіграла фіналістка «Голосу Країни» та модель Катерина Степура.  
Восени 2020 вийшло два сингли — синті-поп пісня «Znayu» та попфанк композиція «Час». Кліп на неї, в якому задіяні, зокрема, актор серіалу «Школа» Богдан Осадчук та дворецький шоу «Від пацанки до панянки» Олексій Свінторжицький, знімали у 15 найяскравіших локаціях міста Києва. Символом пісні став величезний паперовий літак, що пролітає над столицею.  
У травні 2021 вийшла нова колаборація з діджеєм MalYar «Полум'я». Пісня потрапила у гарячу ротацію топових українських радіостанцій.   
У грудні 2021 Арт Демур випустив ностальгічну баладу «Зачарую», яка увійшла до дебютного альбому. Сингл отримав позитивний фідбек, увійшов до популярних плейлистів Apple Music, Spotify та ін.

### Волонтерська діяльність
У 2022 році, після початку повномасштабного вторгнення Росії в Україну, Артем приєднався до міжнародної гуманітарної організації Project HOPE, що надає медичну та гуманітарну допомогу постраждалим від війни.

### Освіта
- Музичне відділення дитячої школи мистецтв № 8 за класом фортепіано (Київ)
- Український державний університет фінансів та міжнародної торгівлі (магістр міжнародної економіки)
- Bell School, London, UK (CAE)
- Kaplan International English, London, UK (CPE)

## Дискографія
- 2014 — «No More»
- 2019 — «Про нас»
- 2020 — «Take Me Up» (feat. 5 Reasons)
- 2020 — «Znayu»
- 2020 — «Час»
- 2021 — «Полум'я» (feat. MalYar, Mordax Bastards)
- 2021 — «Зачарую»
- 2022 — «Season Boy»
- 2022 — «Поруч»
- 2022 — «Назавжди»
- 2023 — «LOVE» (EP)
- 2023 — «За Тобою» (feat. Kulshenka)
- 2024 — «Завтра»
- 2025 — «Хочу бути»[32]

## Відеографія
- 2014 — кліп «No More» (режисер — Микола Спичак)
- 2019 — кліп «Про нас» (режисер — Дмитро Єлісіченко)
- 2020 — кліп «Take Me Up» (режисер — Дмитро Єлісіченко)
- 2020 — муд відео «Znayu»
- 2020 — кліп «Час» (режисер — Тарас Буздиган)
- 2021 — анімаційне відео «Зачарую» (анімація — Поліна Майборода)
- 2022 — фан відео «Season Boy»
- 2022 — кліп «Поруч» (продюсер Daniel Feldman)
- 2022 — кліп «Назавжди» (режисер — Нікіта Глазирін)
- 2023 — анімаційні відео до альбому «LOVE» (Поліна Майборода)
- 2024 — кліп «Завтра» (режисер — Нікіта Глазирін)
- 2025 — кліп «Хочу бути» (режисер — Нікіта Глазирін)